# 任洪强
任洪强（1964年5月—），河北保定人，南京大学环境学院院长、教授，中国工程院院士。

## 生平
1997年毕业于华北电力大学获环境工程硕士学位。2000年毕业于无锡轻工大学，获发酵工程博士。